# Glen Rose
Glen Rose és una ciutat, seu del Comtat de Somervell, a l'estat de Texas. Segons el cens del 2000 tenia 2.122 habitants.

## Demografia
Segons el cens del 2000, Glen Rose tenia 2.122 habitants, 801 habitatges, i 543 famílies. La densitat de població era de 300,1 habitants per km².
Dels 801 habitatges en un 36,1% hi vivien nens de menys de 18 anys, en un 48,7% hi vivien parelles casades, en un 14,4% dones solteres, i en un 32,1% no eren unitats familiars. En el 29,1% dels habitatges hi vivien persones soles el 14,9% de les quals corresponia a persones de 65 anys o més que vivien soles. El nombre mitjà de persones vivint en cada habitatge era de 2,54 i el nombre mitjà de persones que vivien en cada família era de 3,13.
Per edats la població es repartia de la següent manera: un 28,4% tenia menys de 18 anys, un 8,1% entre 18 i 24, un 26,5% entre 25 i 44, un 19,6% de 45 a 60 i un 17,4% 65 anys o més.
L'edat mediana era de 36 anys. Per cada 100 dones de 18 o més anys hi havia 82 homes.
La renda mediana per habitatge era de 29.837 $ i la renda mediana per família de 37.545 $. Els homes tenien una renda mediana de 30.238 $ mentre que les dones 19.500 $. La renda per capita de la població era de 14.940 $. Aproximadament el 12,2% de les famílies i el 14,7% de la població estaven per davall del llindar de pobresa.

## Poblacions properes
El següent diagrama mostra les poblacions més properes.